# Rock Of Life (альбом)
Rock Of Life це альбом австралійського співака та автора пісень Ріка Спрингфілда. Спершу він був випущений як LP лейблом RCA Records у 1988 році. Альбом зайняв 55 позицію у рейтингу Топ 200 журналу Billboard та виявився найменш успішним з інших шести його релізів. Також пісня Rock Of Life стала успішною, зайнявши 22 сходинку у Топ 200 журналу Billboard. Ще одна пісня "Honeymoon In Beirut"  була єдиною піснею, яка на потрапила у Топ 200 журналу Billboard протягом восьми років його діяльності з лейблом.
Незабаром після випуску альбому, Спрингфілд відійшов від своєї музичної кар'єри для того, щоб проводити більше часу зі своїми дітьми та дружиною.
Це був останній реліз Спрингфілда для RCA.

## Список пісень
1. Rock Of Life
2. Honeymoon In Beirut
3. World Start Turning
4. One Reason (To Believe)
5. Soul To Soul
6. Tear It All Down
7. Woman
8. Dream In Colour
9. Hold On To Your Dream
10. (If You Think You're) Groovy